# Вейд (Міссісіпі)
Вейд (англ. Wade) — переписна місцевість (CDP) в США, в окрузі Джексон штату Міссісіпі. Населення — 996 осіб (2020).

## Географія
Вейд розташований за координатами 30°38′3″ пн. ш. 88°33′28″ зх. д. / 30.63417° пн. ш. 88.55778° зх. д. (30.634142, -88.557870).  За даними Бюро перепису населення США в 2010 році переписна місцевість мала площу 16,04 км², з яких 15,97 км² — суходіл та 0,07 км² — водойми.

## Демографія
Згідно з переписом 2010 року, у переписній місцевості мешкали 1074 особи в 376 домогосподарствах у складі 310 родин. Густота населення становила 67 осіб/км².  Було 401 помешкання (25/км²).
Расовий склад населення:
| - 96,2 % — білих - 2,1 % — чорних або афроамериканців - 0,7 % — корінних американців - 0,1 % — азіатів |

До двох чи більше рас належало 0,9 %. Частка іспаномовних становила 0,2 % від усіх жителів.
За віковим діапазоном населення розподілялося таким чином: 28,3 % — особи молодші 18 років, 59,4 % — особи у віці 18—64 років, 12,3 % — особи у віці 65 років та старші. Медіана віку мешканця становила 36,2 року. На 100 осіб жіночої статі у переписній місцевості припадало 93,9 чоловіків;  на 100 жінок у віці від 18 років та старших — 101,6 чоловіків також старших 18 років.
Середній дохід на одне домашнє господарство  становив 78 311 долар США (медіана — 66 250), а середній дохід на одну сім'ю — 80 034 долари (медіана — 72 604). 
Цивільне працевлаштоване населення становило 479 осіб. Основні галузі зайнятості: виробництво — 27,6 %, роздрібна торгівля — 16,5 %, фінанси, страхування та нерухомість — 12,7 %.